# Francesca Giuseppa di Braganza
Francesca Giuseppa di Braganza (nome completo in portoghese Francisca Josefa Maria Xaviera; Lisbona, 30 gennaio 1699 – Lisbona, 15 luglio 1736) è stata un'infanta portoghese.

## Biografia

### Giovinezza
Ottava e ultima figlia di Pietro II e di Maria Sofia del Palatinato-Neuburg, venne battezzata il 24 febbraio 1699 nella cappella del palazzo della Ribeira dal metropolita di Lisbona Luís de Sousa. Ebbe come padrino Giuseppe I d'Asburgo, che fu assente fisicamente, e durante la cerimonia fu portata in braccio da Nuno Álvares Pereira de Melo.
Il 31 ottobre 1703 venne cresimata con la sorella Teresa nel palazzo di Alcântara, oggi scomparso. Ebbe come ancella Joana de Lencastre e di suo interesse erano il ballo, la lettura e la musica.

### Morte
Non si maritò mai e non ebbe discendenti. Morì a 37 anni nel palazzo di nascita, dopo aver contratto una malattia improvvisa e veloce.

## Titoli e trattamento
- 30 gennaio 1699 - 15 luglio 1736: Sua Altezza Reale, l'infanta Francesca Giuseppa di Braganza

## Ascendenza
|                                     |                                           |                                            | Genitori                            |  |  | Nonni |  |  | Bisnonni                |  |  | Trisnonni              |  |
|                                     |                                           |                                            |                                     |  |  |       |  |  | Teodosio II di Braganza |  |  | Giovanni I di Braganza |  |
|                                     |                                           |                                            |                                     |  |  |       |  |  | Teodosio II di Braganza |  |  | Giovanni I di Braganza |  |
|                                     |                                           | Caterina di Guimarães                      |                                     |  |  |       |  |  | Teodosio II di Braganza |  |  |                        |  |
| Giovanni IV del Portogallo          |                                           |                                            |                                     |  |  |       |  |  | Teodosio II di Braganza |  |  |                        |  |
|                                     |                                           | Ana de Velasco y Girón                     | Juan Fernández de Velasco           |  |  |       |  |  |                         |  |  |                        |  |
|                                     |                                           | Ana de Velasco y Girón                     | Juan Fernández de Velasco           |  |  |       |  |  |                         |  |  |                        |  |
|                                     |                                           | Ana de Velasco y Girón                     | Maria Téllez-Girón                  |  |  |       |  |  |                         |  |  |                        |  |
| Pietro II del Portogallo            |                                           | Ana de Velasco y Girón                     |                                     |  |  |       |  |  |                         |  |  |                        |  |
|                                     |                                           | Juan Manuel Pérez de Guzmán                | Alonso Pérez de Guzmán y Sotomayor  |  |  |       |  |  |                         |  |  |                        |  |
|                                     |                                           | Juan Manuel Pérez de Guzmán                | Alonso Pérez de Guzmán y Sotomayor  |  |  |       |  |  |                         |  |  |                        |  |
|                                     |                                           | Juan Manuel Pérez de Guzmán                | Ana de Sylva y Mendoza              |  |  |       |  |  |                         |  |  |                        |  |
| Luisa di Guzmán                     |                                           | Juan Manuel Pérez de Guzmán                |                                     |  |  |       |  |  |                         |  |  |                        |  |
|                                     |                                           | Juana Lorenza Gómez de Sandoval y la Cerda | Francisco Gómez de Sandoval y Rojas |  |  |       |  |  |                         |  |  |                        |  |
|                                     |                                           | Juana Lorenza Gómez de Sandoval y la Cerda | Francisco Gómez de Sandoval y Rojas |  |  |       |  |  |                         |  |  |                        |  |
|                                     |                                           | Juana Lorenza Gómez de Sandoval y la Cerda | Catalina de la Cerda                |  |  |       |  |  |                         |  |  |                        |  |
| Francesca Giuseppa di Braganza      |                                           | Juana Lorenza Gómez de Sandoval y la Cerda |                                     |  |  |       |  |  |                         |  |  |                        |  |
|                                     | Volfango Guglielmo del Palatinato-Neuburg | Filippo Luigi del Palatinato-Neuburg       |                                     |  |  |       |  |  |                         |  |  |                        |  |
|                                     | Volfango Guglielmo del Palatinato-Neuburg | Filippo Luigi del Palatinato-Neuburg       |                                     |  |  |       |  |  |                         |  |  |                        |  |
|                                     | Volfango Guglielmo del Palatinato-Neuburg | Anna di Jülich-Kleve-Berg                  |                                     |  |  |       |  |  |                         |  |  |                        |  |
| Filippo Guglielmo del Palatinato    | Volfango Guglielmo del Palatinato-Neuburg |                                            |                                     |  |  |       |  |  |                         |  |  |                        |  |
|                                     |                                           | Maddalena di Baviera                       | Guglielmo V di Baviera              |  |  |       |  |  |                         |  |  |                        |  |
|                                     |                                           | Maddalena di Baviera                       | Guglielmo V di Baviera              |  |  |       |  |  |                         |  |  |                        |  |
|                                     |                                           | Maddalena di Baviera                       | Renata di Lorena                    |  |  |       |  |  |                         |  |  |                        |  |
| Maria Sofia del Palatinato-Neuburg  |                                           | Maddalena di Baviera                       |                                     |  |  |       |  |  |                         |  |  |                        |  |
|                                     |                                           | Giorgio II d'Assia-Darmstadt               | Luigi V d'Assia-Darmstadt           |  |  |       |  |  |                         |  |  |                        |  |
|                                     |                                           | Giorgio II d'Assia-Darmstadt               | Luigi V d'Assia-Darmstadt           |  |  |       |  |  |                         |  |  |                        |  |
|                                     |                                           | Giorgio II d'Assia-Darmstadt               | Maddalena di Brandeburgo            |  |  |       |  |  |                         |  |  |                        |  |
| Elisabetta Amalia d'Assia-Darmstadt |                                           | Giorgio II d'Assia-Darmstadt               |                                     |  |  |       |  |  |                         |  |  |                        |  |
|                                     |                                           | Sofia Eleonora di Sassonia                 | Giovanni Giorgio I di Sassonia      |  |  |       |  |  |                         |  |  |                        |  |
|                                     |                                           | Sofia Eleonora di Sassonia                 | Giovanni Giorgio I di Sassonia      |  |  |       |  |  |                         |  |  |                        |  |
|                                     |                                           | Sofia Eleonora di Sassonia                 | Maddalena Sibilla di Hohenzollern   |  |  |       |  |  |                         |  |  |                        |  |
|                                     |                                           | Sofia Eleonora di Sassonia                 |                                     |  |  |       |  |  |                         |  |  |                        |  |